# 개 같은 내 인생
《개 같은 내 인생》(스웨덴어: Mitt Liv Som Hund, 영어: My Life As A Dog)은 스웨덴에서 제작된 라세 할스트롬 감독의 1985년 드라마, 코미디 영화이다. 소설을 원작으로 만들어졌다. 삼부작으로 이루어진 레이다 욘손(Reidar Jönsson)의 자전적 소설 중 두 번째 편을 기초로했다. 어머니가 병을 앓고 있는 동안 친척집에 맡겨진 소년 잉게마르의 성장 이야기이다. 안톤 글란젤리우스(잉게마르), 토머스 본 브롬센(군나 삼촌), 안키 리덴(잉마르 어머니), 멜린다 킨너맨(사가) 등이 출연했다. 보스턴 비평가 협회상 최우수 외국어 영화상, 제45 회 골든글러브상 최우수 외국어 영화상 등 다수의 상을 수상했으며, 제60회 아카데미상 2개 부문에 후보로 올랐다. 대한민국에서는 1987년에 개봉했다.

## 출연

### 주연
- 안톤 글랜제리어스 - 잉마르
- 토마스 폰 브룀센 - 삼촌

### 조연
- 멜린다 킨나만 - 싸가
- 앙키 린덴 - 잉마르의 엄마
- 키키 룬드그렌 - 숙모
- 잉-마리 카슨 - 베리트

## 기타
- 원작자: 레이다 욘손
- 미술: 라세 웨스펠트
- 세트: 토브 헬봄
- 의상: 잉게르 페르손
- 의상: 수잔나 펠크

## 한국어 더빙 성우진

### MBC (1992년 4월 18일)
- 김수희 - 잉마르(안톤 글랜제리어스)
- 김은영 - 할머니(비비 요한손)
- 최방란 - 여자 아이(수잔나 위터홈)
- 강미 - 잉마르의 엄마(안키 리덴)
- 김용식 - 상드베르그(리프 에릭슨)
- 전국근 - 할아버지(디드릭 구스타브손)
- 전임복 - 토미(피너 오토손)
- 김윤정 - 릴라(조한나 유데근)
- 양윤선 - 프란손(매그너스 라스크)
- 최상기 - 토미의 아버지(랄프 칼슨)
- 윤소라 - 숙모(키키 룬드그렌)
- 홍혜정 - 베리트(잉-마리 카슨)
- 이선호 - 싸가(멜린다 킨나만)
- 황윤걸 - 삼촌(토머스 본 브롬센)
- 김강산 - 조각가(레나트 휼스트롬)
- 김동현 - 랄라의 아버지(레이다 존슨)
- 손원일 - 형(맨프레드 세르네르)

### MBC (2007년 6월 8일)
- 이미자 - 잉마르(안톤 글랜제리어스)
- 정남 - 엄마(앙키 린덴)
- 윤성혜 - 싸가(멜린다 킨나만)
- 이영란 - 베르티 누나(잉-마리 카슨)
- 정희선 - 할머니(비비 요한손)
- 김호성 - 할아버지(디드릭 구스타브손)
- 이자옥 - 숙모(키키 룬드그렌)
- 고성일 - 형(맨프레드 세르네르)
- 이상훈 - 산드루베(레이프 에릭손)
- 방성준 - 삼촌(토마스 폰 브룀센)
- 이원찬 - 조각가(레나트 휼스트롬)
- 조현정 - 릴라(조한나 유데근)
- 류승곤 - 토미의 아버지(랄프 칼슨)